# Нова Павлівка (Полтавський район)
Нова́ Павлі́вка — село в Україні, у Машівській селищній громаді Полтавського району Полтавської області. Населення становить 79 осіб. До 2020 орган місцевого самоврядування — Абрамівська сільська рада.

## Географія
Село Нова Павлівка знаходиться на лівому березі річки Суха Лип'янка, вище за течією на відстані 1 км розташоване село Абрамівка, нижче за течією на відстані 4 км розташоване село Павлівка. На північно-західній околиці села Балка Свиняча впадає у річку Суху Лип'янку.

## Історія
12 червня 2020 року, відповідно до розпорядження Кабінету Міністрів України № 721-р «Про визначення адміністративних центрів та затвердження територій територіальних громад Полтавської області», село увійшло до складу Машівської селищної громади.
19 липня 2020 року, в результаті адміністративно - територіальної реформи та ліквідації Машівського району, село увійшло до складу новоутвореного Полтавського району.